# 南浦乡
南浦乡，是中华人民共和国福建省漳州市漳浦县下辖的一个乡镇级行政单位。

## 行政区划
南浦乡下辖以下地区：
马苑村、后坑村、兴巷村、龙桥村、南浦村、大坪村和美林村。